# Marius Cozmiuc
Marius Vasile Cozmiuc (n. 7 septembrie 1992, Suceava, România) este un canotor român, medaliat cu argint olimpic în 2021, argint mondial în 2018 și aur european în 2020 și 2022.

## Carieră
Primul rezultat notabil a venit odată cu prima participare la nivel internațional. Echipajul de patru rame fără cârmaci (Toader Andrei Gontaru, Vlad Dragoș Aicoboae și Cosmin Răzvan Boguș) a cucerit medalia de aur la Campionatele Mondiale de Juniori din 2010.
Echipajul masculin de 4 rame fără cârmaci, din care mai făceau parte Cristi-Ilie Pîrghie, George Alexandru Pălămariu și Florin Curuea, s-a calificat la Jocurile Olimpice de vară din 2012 în urma clasării pe locul doi la Regata preolimpică de la Lucerna (Elveția).
Același echipaj a obținut atât în 2012 cât și în 2013 locul doi la Campionatele Europene din Varese (Italia) respectiv Sevilla (Spania). În urma rezultatelor, cei patru au fost recompensați cu Medalia „Meritul Sportiv” — clasa I.
În 2014, echipajul de patru rame format din Cozmiuc, Gontaru, Aicoboae și Adrian Damii a cucerit medalia de bronz la Campionatele Mondiale U23 desfășurate în Varese (Italia). Același echipaj a obținut locul 3 la Cupa Mondială din 2015, desfășurată la Lucerna (Elveția).
Echipajul masculin de patru rame fără cârmaci — Constantin Adam, Vlad Dragoș Aicoboae, Toader Andrei Gontaru și Marius Vasile Cozmiuc — s-a calificat la Jocurile Olimpice de vară din 2016 în urma rezultatului înregistrat la Campionatele Mondiale de canotaj academic din 2015 de la Aiguebelette-le-Lac (Franța).
Împreună cu soția sa, Ionela Cozmiuc, a fost portdrapelul României la Jocurile Olimpice de la Paris din 2024.

### Palmares competițional
| An                   | Competiție                         | Locație                | Loc                  | Eveniment            | Note                 |
| Reprezentând România | Reprezentând România               | Reprezentând România   | Reprezentând România | Reprezentând România | Reprezentând România |
| -------------------- | ---------------------------------- | ---------------------- | -------------------- | -------------------- | -------------------- |
| 2010                 | Campionatele Mondiale de Juniori   | Račice, Republica Cehă | 1                    | JM4-                 | 06:08.620            |
| 2011                 | Campionatele Europene              | Plovdiv, Bulgaria      | 5                    | M8+                  | 05:49.950            |
| 2012                 | Regata preolimpică                 | Lucerna, Elveția       | 2                    | M4-                  | 06:01.410            |
| 2012                 | Cupa Mondială                      | München, Germania      | 6                    | M4-                  | 06:20.960            |
| 2012                 | Jocurile Olimpice de vară din 2012 | Londra, Marea Britanie | 6 (B)                | M4-                  | 06:16.200            |
| 2012                 | Campionatele Europene              | Varese, Italia         | 6                    | M8+                  | 05:43.060            |
| 2012                 | Campionatele Europene              | Varese, Italia         | 2                    | M4-                  | 05:57.370            |
| 2013                 | Campionatele Europene              | Sevilla, Spania        | 2                    | M4-                  | 06:23.830            |
| 2013                 | Cupa Mondială                      | Eton, Marea Britanie   | 4                    | M2-                  | 06:33.050            |
| 2013                 | Campionatele Mondiale U23          | Linz, Austria          | 1                    | BM4-                 | 05:58.720            |
| 2014                 | Campionatele Mondiale U23          | Varese, Italia         | 3                    | BM4-                 | 05:57.190            |
| 2015                 | Cupa Mondială                      | Lucerna, Elveția       | 3                    | M4-                  | 05:57.140            |
| 2016                 | Cupa Mondială                      | Poznan, Polonia        | 6                    | M4-                  | 06:04.860            |